# Невар
Невар Будизмът е форма на Махаяна – Ваджраяна, практикувана от етническата общност Невар в Непал в долината на Катманду. В нея са развити уникални социални и религиозни елементи, които включват немонашеско Будистко общество, основано на кастова система и патриархат. Водещите ритуала свещенослужители или Ваджрачаря, (които изпълняват ритуали за другите) и техните асистенти „Шакя“, (които правят ритуали предимно за собственото си семейство) формират една небезбрачна Сангха, докато будистите Невар от другите касти, като например Урай действат като покровители на ученията. Урай са покривители също и на тибетските школи, а дори и на японски свещенослужители от Шингон. Изглежда Невар Будизмът съхранява някои аспекти на индийския Будизъм, практически изчезнал след 12 век – традицията е хранител на множество будистки текстове на санскрит, които не могат да бъдат открити в други школи. Невар се характеризира с богатата си художествена традиция особено в будистките монументи. Понастоящем традицията Невар в Непал остъпва позициите си пред растящото влияние на Тхеравада.